# وعلان إسفيني
وعلان إسفيني (الاسم العلمي:Commelina cuneata) هو نوع من النباتات يتبع جنس الوعلان من الفصيلة الوعلانية.